# Korinth

Karta över Korintiska näset

För andra betydelser, se Korinth (olika betydelser).

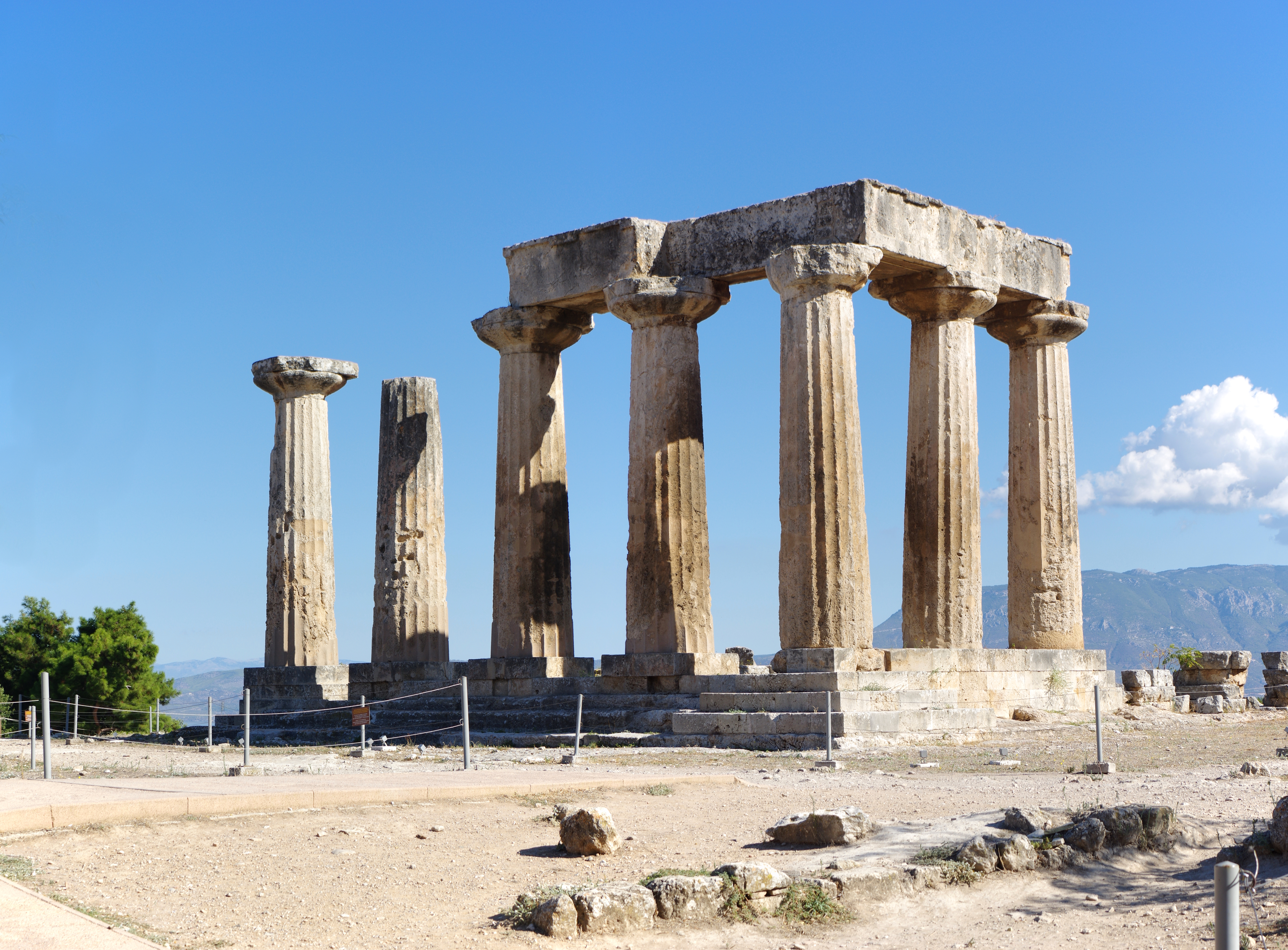
Apollontempel

Korinth (grekiska: Κόρινθος, Korinthos) är en antik och modern stad i Grekland, omkring 78 km väster om Aten vid Korintiska näsets smalaste passage mellan Korintiska viken och Saroniska viken. Korinth har gett namn åt prefekturen Korinth eller Korinthia, som är Peloponnesos till invånarantalet näst största prefektur. Staden Korinth är Peloponnesos näst största stad med sina 36 556 invånare (2001).

## Läge
Korinth har med sitt strategiska läge mellan å ena sidan två hav och å andra sidan det grekiska fastlandet och Peloponnesos haft stor betydelse för handeln i Grekland både under antiken och i modern tid. Staden är omgiven av berg som Lechaio, Kalamaki, Loutraki och Geraneia. Fyra kilometer norr om staden finns Korinthkanalen, som konstruerades 1882-1893. Kanalen förbinder Korintiska viken, som leder ut till Joniska havet, med Saroniska viken i Egeiska havet.

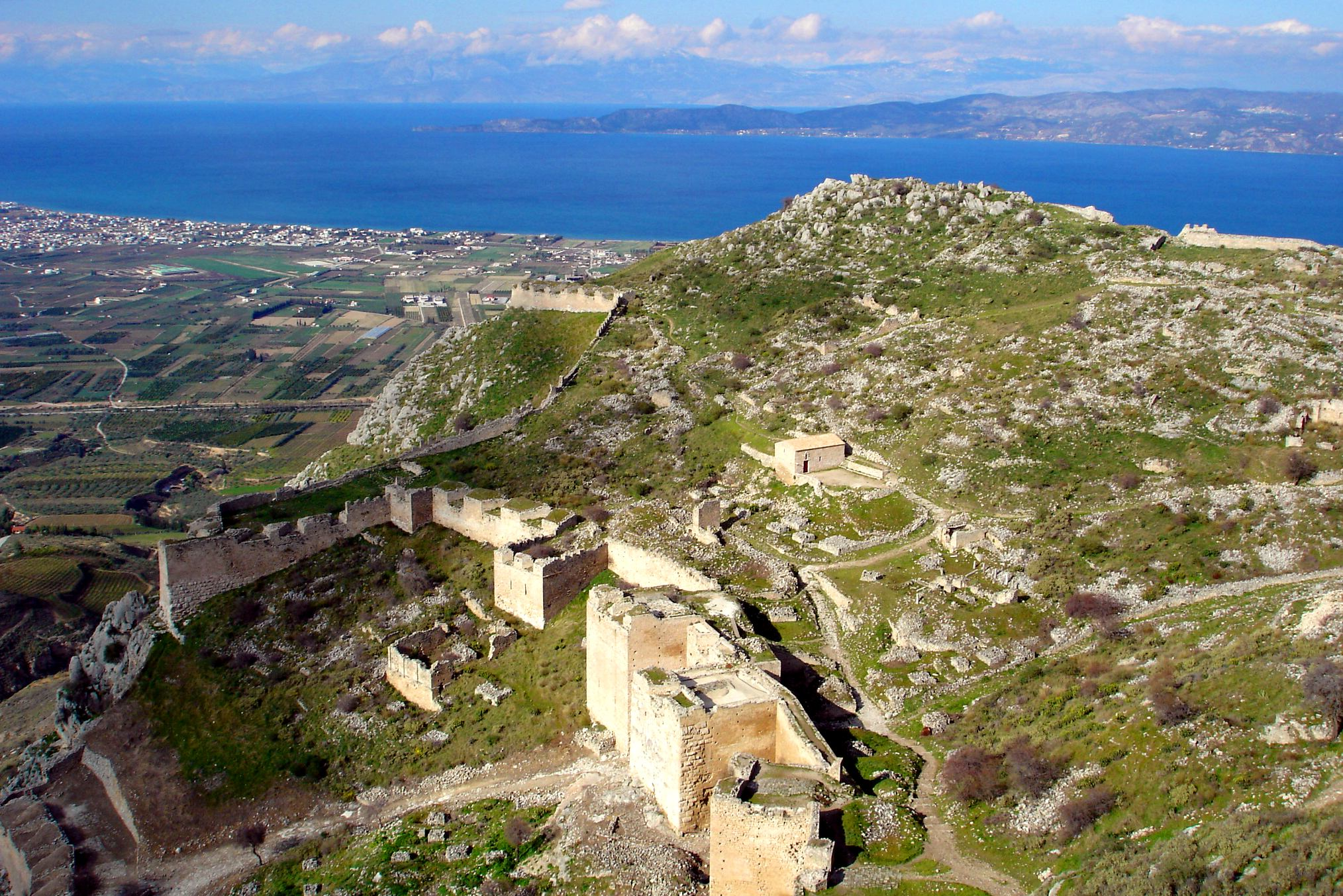
Akrokorinthos

## Den antika staden
Genom sina förträffliga hamnar, Lechaion vid Korintiska viken samt Kenchreai och redden Schoinus vid Saroniska viken, stod Korinth i omedelbar förbindelse med två hav och var därigenom en naturlig stapelplats för världshandeln mellan öster- och västerland. Det tillhörande landområdet, Korinthia, som i nordost begränsades av Megaris samt i väster och söder av Sikyon och Argolis, är till större delen bergigt och föga fruktbart. Själva staden låg på en högslätt vid norra foten av en till 575 meter över havet uppstigande bergskedja med taffelformigt avplattad topp, som utgjorde dess borg Akrokorinthos. Denna nästan ointagliga fästning, som genom flera högt upp på bergsluttningen framvällande källsprång, bland dem den berömda källan Peirene, var rikligen försedd med ypperligt dricksvatten, bildade nyckeln till Peloponnesos och var en av de strategiskt viktigaste punkterna i Grekland. Med den tolv stadier (strax över 2 km) nordligare belägna hamnstaden Lechaion var staden förenad med två långa, parallellt löpande murar, och till dess fästningsverk bör även räknas den långa mur som på det smalaste stället avspärrade hela Isthmos (Korintiska näset) från hav till hav. Korinths största tempel var Afroditetemplet på stadens akropol där, enligt Strabon, tusentals prostituerade arbetade. Ett stycke öster om staden vid Saroniska viken låg det vidsträckta, åt Poseidon helgade område, där de isthmiska spelen brukade hållas. Betydande lämningar av det forna Korinth har lagts i dagen genom de utgrävningar som 1896 och följande år företagits av Rufus B. Richardson m.fl. på uppdrag av Amerikanska skolan i Aten.

## Historia

### Förhistorisk tid
Namnet "Korinth" har förgrekiska rötter och kommer troligen från ett pelasgiskt språk, vilket tyder på att det vid Korinth fanns en mykensk palatsstad liknande dem i Mykene, Tiryns och Pylos.
Enligt en legend ska Sisyfos ha grundat en kungaätt i Korinth, och det var i Korinth som Jason övergav Medea. I Iliaden sägs staden höra till Agamemnons rike, och dess äldsta namn var Efyra. Tidigt sällade sig dock till den ursprungliga befolkningen nybyggare från andra sidan havet, i synnerhet fenicier, som utövade ett betydligt inflytande på staden. Bland annat hade dess Afroditedyrkan påtaglig inverkan av den feniciska Astarte.
Vid dorernas invandring på Peloponnesos underkuvades även Korinth, och sagorna uppger herakliden Aletes som dess förste doriske härskare. Emellertid verkar det merkantila liv som följde på stadens läge ha hindrat det doriska elementet att där vinna en lika stor övervikt som på andra ställen. Från mitten av 900-talet f.Kr. härskade i Korinth bakchiaderna.

### Arkaisk tid
Bakchiaderna störtades enligt sägnen omkring 658 f.Kr. av Kypselos, som stödd på folkpartiet grundade ett personligt envälde och sedan efterträddes av sin son Periandros omkring 627. Båda dessa furstar bidrog, genom att uppmuntra konsten, industrin och sjöfarten samt genom att anlägga kolonier som Syrakusa, Ambrakia, Korfu (förmodligen grundad av bosättare från Korinth), Apollonia och Anaktorion, i hög grad till att höja Korinths välstånd. Efter att Psammetichos, den tredje härskaren av Kypselos hus, förjagats omkring 581 f.Kr. infördes en republikansk författning i moderat aristokratisk riktning. Under klassisk tid gjorde handeln över Korinthiska näset Korinth förmöget, och staden kunde då mäta sig med städer som Aten och Thebe. Innan Atens krukmakare övertog marknaden omkring 550 f.Kr. exporterade Korinth svartfigurig keramik till städer över hela Grekland. Korinths sjömakt var vid denna tid den mest betydande i Grekland, men någon synnerligt framstående politisk maktställning intog det aldrig. Det var vid denna tid berömt för Afrodites tempel på Acrocorinth.

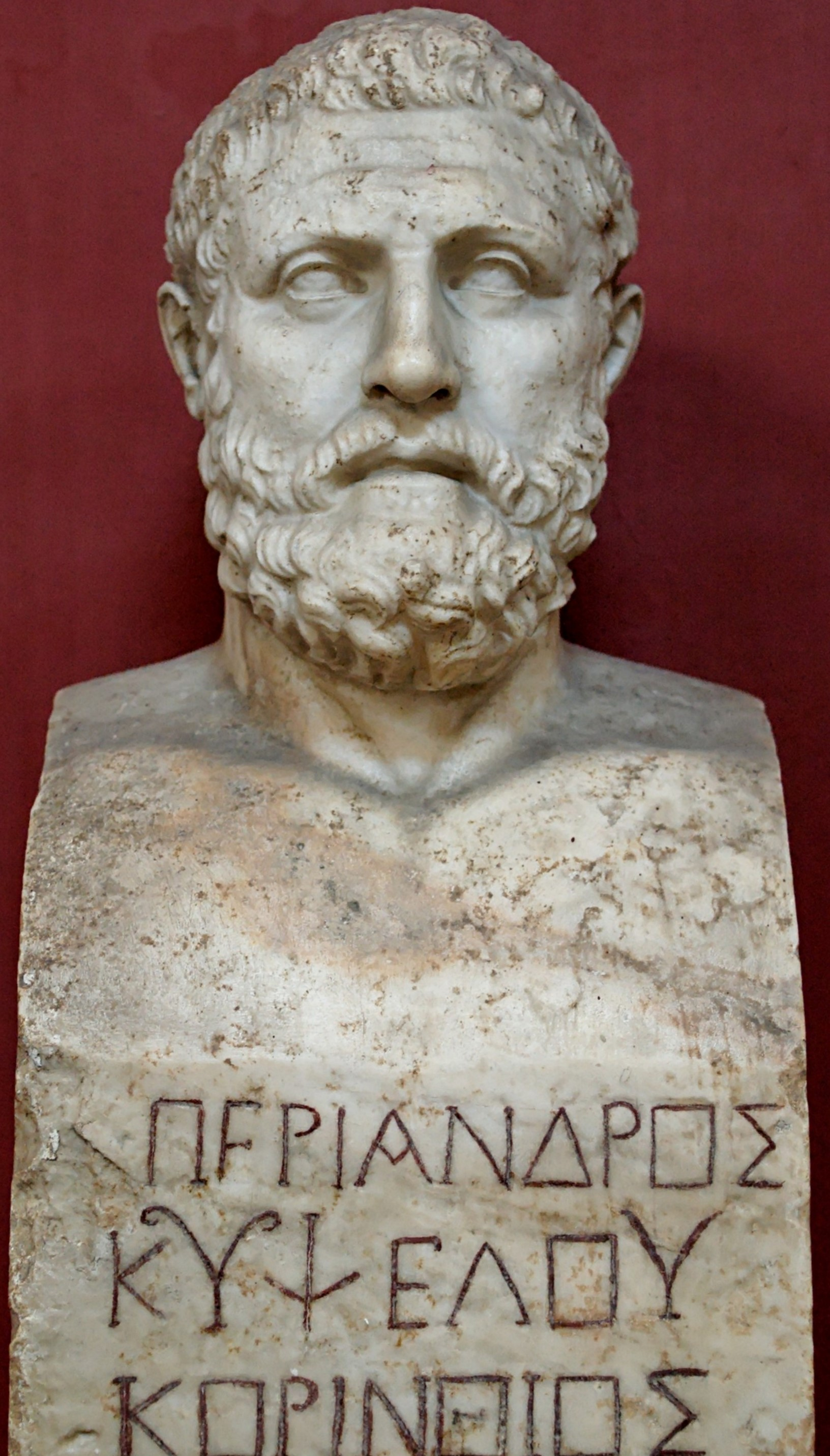
Periandros

### Klassisk tid
Under det persiska kriget var Korinth en av de viktiga aktörerna. Trots Korinths doriska nationalitet stod staden ofta i vänskapligt förhållande till Aten, men tillhörde under peloponnesiska kriget (431–404 f.Kr.) Spartas vapenförbund, det peloponnesiska förbundet. En av orsakerna till det peloponnesiska kriget var konflikten mellan Aten och Korinth 431 f.Kr. om kolonin på Korfu.
I början av 300-talet f.Kr. skedde åter en omkastning i statens politik, i det att Korinth tillsammans med Aten, Thebe och Argos ingick en koalition riktad mot Sparta. Denna ledde 395 f.Kr. till utbrottet av det s.k. korintiska kriget, som med växlande framgång fortsattes till 387 f.Kr., då det bilades genom den s.k. antalkidiska freden. Under den makedonska perioden hölls Korinth i strängt beroende genom en i dess borg inlagd makedonsk besättning. 243 f.Kr. slöt sig Korinth till det achaiska förbundet, i vars strider för den grekiska friheten det verksamt deltog.

### Romersk tid
Efter en belägring 146 f.Kr. lät den romerske fältherren Lucius Mummius utplåna Korinth. Vid sitt intåg i staden lät han avrätta alla män och sälja kvinnor och barn som slavar. Händelsen markerade slutet för det achaiska förbundet och gav Mummius binamnet ”Achaicus”. Arkeologiska fynd tyder på att en mycket liten befolkning fortlevde under de följande åren, men det var först omkring 100 år senare, 44 f.Kr., som Julius Caesar på nytt grundade staden under namnet Colonia laus Iulia Corinthiensis strax innan han blev mördad.
Enligt Appianos var de nya bosättarna frigivna slavar från Rom. Under den romerska tiden blev staden provinsen Achaeas huvudstad. Detta nya Korinth lyckades under den romerska kejsartiden återvinna en del av det gamlas välstånd och glans. Staden blev välkänd för sin rikedom och ökänd för invånarnas luxuösa, omoraliska seder. Stadens befolkning var en blandning av romare, greker och judar.

### Korinth i Bibeln

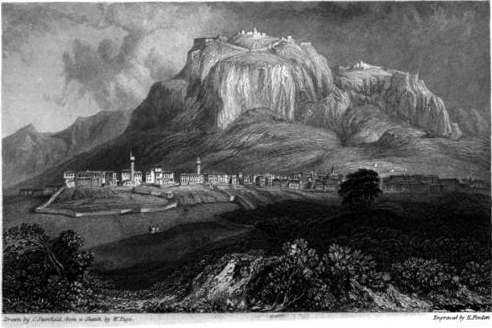
Korinth 1833

När Paulus först besökte Korinth 51 eller 52 e.Kr. var Lucius Annaeus Seneca d.y.:s bror prokonsul i staden. Paulus verkade i staden under 18 månader och mötte evangelisterna Prisca och Aquila, och strax efter det att han lämnade staden anlände Apollos från Efesos. Även om hans avsikt var att passera Korinth en andra gång på sin väg till Makedonien, var omständigheterna på grund av Titus frånfälle sådana att han istället färdades från Troas till Makedonien för att därefter ta sig till Korinth där han stannade i tre månader. Det var förmodligen under hans andra vistelse på våren 58 som Romarbrevet skrevs. Paulus’ första korinthierbrev återger svårigheterna att upprätthålla en kristen församling i den kosmopolitiska staden. Se även Korintierbreven, Apostlagärningarna, Pastoralbreven

### Senare tid
Korinth drabbades hårt av folkvandringarnas stormar. Staden blev tillsammans med flera andra städer plundrat av Alarik I under dennes invasion av Balkan och Grekland 395–396. Återigen såldes många av stadens invånare som slavar.
1212 intog Korinth av Gottfrid av Villehardouin, 1430 av palaiologerna i Bysans. 1458 erövrades Korinth av turkarna, som 1612 förlorade staden till malteserriddarna. 1687 intogs staden av venetianerna, men de måste 1715 avträda staden till Osmanska riket, som innehade den till staden befriades 1821 under det grekiska frihetskriget. Den var bebodd ända in i nyare tider, till dess att den 21 februari 1858 i grunden förstördes av en jordbävning.
I dess ställe byggde man det nya Korinth något öster om den plats där den forna hamnstaden Lechaion var belägen. Även denna stad förstördes av en ny jordbävning 1928.